# Хтве Сань Ю
Сань Ю Хтве (бирм. စန်းယုထွေ; род. 14 октября 1986, Миндат, Чин) — лучница из Мьянмы, выступавшая в соревнованиях по стрельбе из олимпийского лука. В данный момент является тренером и официальным лицом.

## Карьера
Сань Ю Хтве родилась 14 октября 1986 года.
Решением Международного Олимпийского комитета были предоставлены три дополнительные квоты в женских индивидуальных соревнованиях, которые распределялись по приглашениям. Одно из них получила Мьянма, в результате чего Хтве Сань Ю смогла участвовать в Олимпийских играх.
В соревнованиях по стрельбе из лука на Летних Олимпийских играх 2016 года в Рио-де-Жанейро Хтве заняла 51-е место в рейтинговом турнире. В плей-офф она победила Тару Куоппу из Финляндии в первом раунде и Маккензи Браун из США во втором, оба матча завершились со счётом 7:3. Затем Хтве попала на олимпийскую чемпионку 2012 года Ки Бо Бэ в третьем раунде, которой уступила с сухим счётом. После соревнований Хтве рассказала, что была слишком взволнована в матче действующей олимпийской чемпионкой, поэтому её выступление оказалось слабее собственных ожиданий.
На втором этапе Кубка Азии 2017 года, который являлся отборочным турниром к Всемирным Играм 2017, Хтве выбыла во втором раунде, уступив Фариде Тукебаевой из Казахстана.
С 2019 года Хтве Сань Ю является главным тренером и занимает пост казначея в сборной Мьянмы.